# Pierre Villon
Pour les articles homonymes, voir Ginsburger et Villon.
Pierre Villon, pseudonyme de Roger Salomon Ginsburger, né le 27 août 1901 à Soultz (Haut-Rhin), en Alsace annexée à l'Allemagne, et mort le 6 novembre 1980 à Vallauris (Alpes-Maritimes), est un architecte, résistant et homme politique français.

## Biographie

### Origines et formation
Roger Ginsburger est le fils du rabbin Moïse Ginsburger. Il fait ses études au lycée en allemand.
Il devient architecte et décorateur à Paris après avoir suivi une formation en Allemagne de 1919 à 1922.

### Engagement politique
Il adhère à l’Association des écrivains et artistes révolutionnaires (AEAR) en 1932 et devient rapidement secrétaire de sa section architecture. En octobre 1932, il adhère au Parti communiste.
En 1934, il est envoyé comme permanent à Anvers à l'Internationale des marins et dockers. Il assume des responsabilités à la section de propagande en 1936. 

### Résistance
Après l'interdiction de la presse communiste et du Parti communiste en 1939, il assure la rédaction et la publication de l'Humanité clandestine, jusqu'en juin 1940. Il est arrêté le 8 octobre 1940 et condamné à huit mois de prison. Il s'évade en compagnie de René Guégan le 17 janvier 1942 du camp d'internement de Gaillon où il a été transféré le 27 septembre 1941 de la maison d'arrêt de Rambouillet. Bientôt, il remplace Georges Politzer arrêté le 15 février à la tête des comités d'intellectuels du Front national zone Nord. Il participe activement, au printemps 1943, à la création du Conseil national de la Résistance (CNR).
Au printemps 1944, avec Maurice Kriegel-Valrimont et Jean de Vogüé, Pierre Villon — de son nom de guerre — est l'un des trois dirigeants du comité d'action militaire (COMAC) créé par le CNR. Il est l'un des principaux rédacteurs du programme social de ce même CNR.

### Député
Délégué à l'Assemblée consultative provisoire, il préside la commission de la défense nationale jusqu'en juin 1945. Il siège comme député communiste aux deux Assemblées nationales constituantes, puis à l'Assemblée nationale dès 1946. Il est constamment réélu dans l'Allier jusqu'en 1978, sauf pendant la législature 1962-1967 au cours de laquelle son siège est occupé par le socialiste Charles Magne, maire de Gannat.

### Autres engagements
Pierre Villon est élu secrétaire général de l’Association nationale des anciens combattants de la Résistance (ANACR) à sa création en juin 1952, puis président en 1954.
Il a été également un membre actif du Mouvement de la paix.

### Vie privée
Pierre Villon épouse Marie-Claude Vaillant-Couturier le 7 novembre 1949. Elle adopte le fils qu'il a eu d'une précédente union.

## Distinctions
- Chevalier de la Légion d'honneur[3]
- Croix de guerre 1939-1945[6]
- Médaille de la Résistance française avec rosette[6]
- Médaille des évadés[6]